# Antonella Palmisano
Antonella Palmisano (* 6. August 1991 in Mottola) ist eine italienische Geherin und olympische Goldmedaillengewinnerin über die 20-km-Distanz bei den Olympischen Spielen in Tokio 2021.

## Sportliche Laufbahn
Antonella Palmisano tritt seit 2007 in internationalen Wettkämpfen im Gehen an. Bei den U18-Weltmeisterschaften in Ostrava belegte sie über 5 km den fünften Platz. Ein Jahr später wurde sie Neunte über die doppelte Distanz bei den U20-Weltmeisterschaften im polnischen Bydgoszcz. Ein Jahr später gewann sie die Silbermedaille bei den U20-Europameisterschaften in Novi Sad in einer Zeit von 46:59,47 min. Zuvor stellte sie im Juni ihre Bestzeit von 22:49,59 min über diese Distanz auf. Ebenfalls 2009 begann sie an ersten Wettbewerben über die 20-km-Distanz teilzunehmen.
2010 belegte sie den vierten Platz bei den U20-Weltmeisterschaften im kanadischen Moncton und verbesserte dabei ihre Zeit, im Vergleich zu den Europameisterschaften ein Jahr zuvor, um etwa 50 Sekunden. Im Mai gewann sie das Juniorenrennen des Geher-World-Cups in Chihuahua. 2011 gewann Palmisano Silber über 20 km bei den U23-Europameisterschaften in Tallinn.
2013 gewann sie Bronze bei den U23-Europameisterschaften in Tampere die Bronzemedaille in neuer Bestzeit von 1:30:59 h. Damit verbesserte sie ihre Zeit von den letzten Europameisterschaften um mehr als 5 Minuten. Bei den Weltmeisterschaften in Moskau, ihren ersten internationalen Meisterschaften bei den Erwachsenen, belegte sie den 13. Platz und verbesserte ihre Bestzeit nochmals um ein paar Sekunden.
2014 verbesserte sie sich bei den Europameisterschaften in Zürich um mehr als 2 Minuten auf 1:28:43 h, mit denen sie Platz 7 belegte. 2015 wurde sie Fünfte bei den Weltmeisterschaften in Peking, ein weiteres Jahr später Vierte bei den Olympischen Spielen in Rio de Janeiro.
Im April 2017 stellte Palmisano bei den nationalen Meisterschaften in 41:57,29 min einen neuen italienischen Rekord im 10.000-Meter-Bahngehen auf. Später im August feierte sie mit dem Gewinn der Bronzemedaille in persönlicher Bestzeit von 1:26:36 h bei den Weltmeisterschaften in London. Auch bei den Europameisterschaften ein Jahr später in Berlin gewann sie Bronze. Bei den Weltmeisterschaften 2019 in Doha belegte sie in Rennen unter extremen Bedingungen den 13. Platz.
Den größten Erfolg ihrer bisherigen Karriere feierte sie ausgerechnet an ihrem 30. Geburtstag mit der Goldmedaille im 20-km-Gehen bei den Olympischen Spielen in Tokio. Nachdem sie 2022 keinen Wettkampf bestritten hatte, nahm sie im August 2023 in Budapest wieder an den Weltmeisterschaften teil. Nach 2017 in London konnte sie über 20 km eine weitere Bronzemedaille gewinnen. 2024 konnte sich Palmisano bei den heimischen Europameisterschaften zur Europameisterin über 20 km krönen. Einen Monat nach den Europameisterschaften trat sie zur Titelverteidigung bei den Olympischen Spielen in Paris an, konnte den Wettkampf über 20 km allerdings nicht beenden.
Neben ihren internationalen Erfolgen gewann Palmisano bislang in Halle und Freiluft insgesamt zehn nationale Meistertitel.
Bei den Olympischen Spielen 2024 in Paris musste sie auf der 20-km-Distanz vorzeitig aufgeben.

## Wichtige Wettbewerbe
| Jahr                | Veranstaltung             | Ort                 | Platz               | Disziplin           | Zeit                |
| Startet für Italien | Startet für Italien       | Startet für Italien | Startet für Italien | Startet für Italien | Startet für Italien |
| ------------------- | ------------------------- | ------------------- | ------------------- | ------------------- | ------------------- |
| 2007                | U18-Weltmeisterschaften   | Ostrava             | 5.                  | 5-km-Gehen          | 22:58,52 min        |
| 2008                | U20-Weltmeisterschaften   | Bydgoszcz           | 9.                  | 10-km-Gehen         | 46:22,72 min        |
| 2009                | U20-Europameisterschaften | Novi Sad            | 2.                  | 10-km-Gehen         | 46:59,47 min        |
| 2010                | U20-Weltmeisterschaften   | Moncton             | 4.                  | 10-km-Gehen         | 46:08,57 min        |
| 2011                | U23-Europameisterschaften | Ostrava             | 2.                  | 20-km-Gehen         | 1:36:26 h           |
| 2013                | U23-Europameisterschaften | Tampere             | 3.                  | 20-km-Gehen         | 1:30:59 h           |
| 2013                | Weltmeisterschaften       | Moskau              | 13.                 | 20-km-Gehen         | 1:30:50 h           |
| 2014                | Europameisterschaften     | Zürich              | 7.                  | 20-km-Gehen         | 1:28:43 h           |
| 2015                | Weltmeisterschaften       | Peking              | 5.                  | 20-km-Gehen         | 1:29:34 h           |
| 2016                | Olympische Spiele         | Rio de Janeiro      | 4.                  | 20-km-Gehen         | 1:29:03 h           |
| 2017                | Weltmeisterschaften       | London              | 3.                  | 20-km-Gehen         | 1:26:36 h           |
| 2018                | Europameisterschaften     | Berlin              | 3.                  | 20-km-Gehen         | 1:27:30 h           |
| 2019                | Weltmeisterschaften       | Doha                | 13.                 | 20-km-Gehen         | 1:37:36 h           |
| 2021                | Olympische Spiele         | Tokio               | 1.                  | 20-km-Gehen         | 1:29:12 h           |
| 2023                | Weltmeisterschaften       | Budapest            | 3.                  | 20-km-Gehen         | 1:27:26 h           |
| 2024                | Europameisterschaften     | Rom                 | 1.                  | 20-km-Gehen         | 1:28:08 h           |
| 2024                | Olympische Spiele         | Paris               |                     | 20-km-Gehen         | DNF                 |

## Persönliche Bestleistungen
- 5-km-Gehen: 22:49,59 min, 13. Juni 2009, Rieti
- 10.000-m-Bahngehen: 41:57,29 min, 23. April 2017, Orvieto, (italienischer Rekord)
- 10-km-Gehen: 42:50 min, 30. August 2014, Moskau
- 20-km-Gehen: 1:26:36 h, 13. August 2017, London